# Agylla postfusca
Agylla postfusca là một loài bướm đêm thuộc phân họ Arctiinae, họ Erebidae.